# Képzeletfölde 2.
A Képzeletfölde 2. (Imaginationland Episode II.) a South Park animációs rajzfilmsorozat 164. része (a 11. évad 11. epizódja), a 2007-ben Emmy-díjat nyert (!) Képzeletfölde-trilógia második része. 2007. október 24-én sugározták az Amerikai Egyesült Államokban. Magyarországon 2008. július 11-én mutatta be az MTV.

## Cselekmény
|  | Alább a cselekmény részletei következnek! |

Butters Képzeletföldén ébred, egy rakás sérült meselény között, akik rémülten várják a gonosz lények előjöttét az előzetesen lerombolt barikád mögül. Ez néhány másodpercen belül be is következik, és a gonosz meseszereplők hatalmas pusztítást okoznak a jók tehetetlen körében.
Eközben Stant és Kyle-t a Pentagonban vallatják arról, miképp jutottak el Képzeletföldére, de a fiúk nem tudják a választ, viszont véletlenül nagyon súlyos „államtitkokat” fecseg ki nekik az egyik ott dolgozó. Emiatt meg kell mutatniuk a fiúknak a saját átjárójukat Képzeletföldére. Ez az átjáró viszont nem működik, de a tudósok gyanítják, hogy valamiféle rezonancia-kód nyitja a kaput. Ekkor a fiúk rájönnek arra, hogy valószínűleg a rémes „Képzeletes-dallal” jutottak be Képzeletföldére. A fiúk elkezdik énekelni a dalt, aminek van is hatása, de nem tudják végig, így a kapu nem nyílik meg.
Butters Képzeletföldén ragad a polgármester halála miatt, így kénytelen ő is a Gumimaci-erdőbe menekülni a Nyalókakirállyal és Hörivel. Amíg ők megpróbálnak eljutni a Napsugárkastélyba, a gonosz képzeletföldiek tanácskoznak egész Képzeletfölde elfoglalásáról. A tanácskozásba beleavatkoznak a Cartman által kitalált karácsonyi állatok is, (Erdei karácsony), és előadják részletes, kínzással teli tervüket.
Mindeközben Cartman elmegy Washingtonba, és megpróbálja kinyomozni, hogy mi van Kyle-lal. Őt és Stant tovább vallatják, amíg fáradságos munkával sikerül elénekelniük a Képzeletes-dalt, és így megnyitniuk az átjárót.
Butters, a Nyalókakirály és Höri a Gumimaci-erdőben mendegélnek, és rátalálnak a gonosz kitalált lényekre, akik (az erdei állatokkal az élen) Eper Pannit kínozzák, de gyorsan elfutnak a helyszínről.
A Pentagon elnöke beküldi Kurt Russelt és csapatát, hogy szorítsák vissza a gonosz lények támadását, de nem járnak sikerrel, mert megerőszakolják őket a karácsonyi állatok. Cartman betör a Pentagonba, és kényszeríti Kyle-t, hogy teljesítse a szerződésben foglaltakat, de Cartman túl sokáig húzza az időt, ezért nem kerül sor az orális kielégítésre, mert a Pentagon emberei rájuk törnek, és elrángatják őket a szobából. Az átjárón át a medvedisznóember jön a valódi világba, és megöl néhány embert, köztük Kyle-t is, Stant pedig beszippantja a kapu.
Butters és társai sikeresen eljutnak a Napsugárkastélyhoz, de a bölcsek tanácsa elé viszik őket, mert azt hiszik, hogy Butters kém. A bölcsek tanácsa szerint Butters lehet a „megoldás kulcsa”, aki mindent rendbe tud hozni.
Cartman keservesen próbálja újraéleszteni Kyle-t, ami hosszas és kemény munkával sikerül is. Az epizód végén a Pentagonban úgy határoznak, hogy le kell bombázni Képzeletföldét, Kyle pedig egy kórházban magához tér.

## Utalások
- Cartman álmában Kyle bevarrt szája utalás a Mátrix című filmre.
- A Képzeletföldére vezető átjáró hasonlít a Csillagkapu című sorozat kapujára.
- Kurt Russel beküldése az átjáróba szintén utalás a Csillagkapura, amelyben Russel játszotta az egyik főszereplőt.
- A kezdet, amikor a kamera végigmegy a hegyek között, utalás a A Gyűrűk Ura: A két torony filmváltozatának kezdetére.

## Érdekességek
- A bölcsek tanácsának gyűlésén Zeusz, Morpheus, Gandalf, Aslan, Luke Skywalker, Jézus, Popeye és Wonder Woman is részt vesz.

- A gonoszok közül egy Mario gonosz is szerepel Wario South Park-osítva
- Képzeletföldén megjelennek Cartman karácsonyi meséjének szereplői is, akiket a Télapó megölt az Erdei Karácsony epizódban
- A portálon a medvedisznóember jön át, akiről Al Gore folyton beszél a medvedisznóember epizódban.

## Külső hivatkozások
- „Imaginationland Episode II.” a South Park hivatalos honlapján. Archiválva 2008. október 20-i dátummal a Wayback Machine-ben
- Imaginationland Episode II. az Internet Movie Database oldalon (angolul)